# Solo (restaurant)
Solo was een restaurant in de Nederlandse plaats Gorinchem. Het restaurant had een Michelinster in de periode 2007-2012.
Chef-kok in de periode van de Michelinster was Mohammed el Harouchi. De Nederlands-Marokkaanse achtergrond van El Harouchi was terug te zien in zijn koken. In principe was dit de Franse keuken, maar met Marokkaanse invloeden, kruiden en smaken.
Het restaurant verloor zijn ster vanwege een ernstig ongeval van El Harouchi, die daarbij een kneuzing van de hersenstam opliep. Het verlies van de ster kwam na de langdurige afwezigheid van de chef-kok niet als een verrassing. Na het ongeval van El Harouchi nam sous-chef Gerrit van den Berg de leiding over.
Het restaurant is inmiddels failliet verklaard en gesloten.